# مانلیو اسکوپیگنو
مانلیو اسکوپیگنو (انگلیسی: Manlio Scopigno; ۲۰ نوامبر ۱۹۲۵ – ۲۵ سپتامبر ۱۹۹۳) بازیکن فوتبال اهل ایتالیا بود.
از باشگاه‌هایی که در آن بازی کرده‌است می‌توان به باشگاه فوتبال سالرنیتانا و باشگاه فوتبال ناپولی اشاره کرد.